# Hedensted
Hedensted és una ciutat danesa de l'est de península de Jutlàndia, és la capital del municipi de Hedensted que forma part de la regió de Midtjylland, ambdós creats l'1 de gener del 2007 com a part d'una reforma territorial.
Hedensted es troba a mig camí entre Horsens i Vejle i va comptar amb una estació de ferrocarril fins que es va tancar el 1970, el 2005 es va obrir una de nova gairebé al mateix lloc de l'antiga. A les dècades del 1960 i del 1970 la ciutat va créixer amb la creació de nous barris residencials al voltant del nucli antic i més tard es van crear polígons industrials al sud i a l'oest.
L'edifici més antic de la ciutat és l'església (Hedensted Kirke), construïda el 1175 i que és especialment coneguda per les seves pintures murals, mostren, entre d'altres, Adam i Eva al Jardí de l'Edèn, Crist, Sant Pere i Sant Pau. El púlpit i el retaule són de la dècada del 1600.